# Canton de Vorey
Le canton de Vorey est une ancienne division administrative française, située dans le département de la Haute-Loire et la région Auvergne.

## Composition
Le canton de Vorey groupait sept communes :
- Beaulieu : 845 habitants
- Chamalières-sur-Loire : 407 habitants
- Mézères : 102 habitants
- Roche-en-Régnier : 387 habitants
- Rosières : 1 309 habitants
- Saint-Pierre-du-Champ : 520 habitants
- Vorey : 1 451 habitants (chef-lieu)

## Histoire
Le canton a été supprimé en mars 2015 à la suite du redécoupage des cantons du département ; les communes sont réparties comme suit :
- Beaulieu, Chamalières-sur-Loire, Mézères, Rosières et Vorey : canton d'Emblavez-et-Meygal ;
- Roche-en-Régnier et Saint-Pierre-du-Champ : canton du Plateau du Haut-Velay granitique.

## Représentation

### Conseillers généraux de 1833 à 2015
| Période           | Identité                              | Parti                 | Qualité |
| ----------------- | ------------------------------------- | --------------------- | --- |
| 1833-1836 (décès) | Jean-Louis Chabanes (1788-1836)       |                       | Notaire, avoué au Puy, maire de Vorey                                                                                               |
| 1836-1852         | Jules de La Batie (1806-1889)         | Droite                | Avocat, ancien Sous-Préfet de Saint-Girons (Ariège) propriétaire du château à Chambon, près de Vorey Ancien adjoint au maire du Puy |
| 1852-1861         | Romain Jean Léandre Truchard du Molin |                       | Président de chambre à la Cour d'appel de Riom Propriétaire à Monistrol-sur-Loire                                                   |
| 1861-1870         | Jules de La Batie                     | Droite                | Avocat, ancien Sous-Préfet de Saint-Girons (Ariège) domicilié à Chambon, près de Vorey                                              |
| 1870-1871         | Félix Experton                        |                       | Mécanicien, Le Monastier-sur-Gazeille                                                                                               |
| 1871-1876         | Jules de La Batie                     | Droite                | Avocat, ancien Sous-Préfet de Saint-Girons (Ariège) domicilié à Chambon, près de Vorey                                              |
| 1876-1887 (décès) | Pierre Chabannes                      | Républicain           | Avoué au Puy, maire de Vorey |
| 1887-1901 (décès) | Jean Claude Bernard                   | Républicain           | Chef de cabinet du Ministre de l'Intérieur et des Cultes Maire de Beaulieu (1881-1890), conseiller d'arrondissement                 |
| 1901-1907         | Charles Dupuy                         | Républicain           | Professeur Sénateur (1900-1923) Président du Conseil (avril à novembre 1893)                                                        |
| 1907-1913         | Gaspard Berger                        | Rad.                  | Négociant au Puy-en-Velay Maire de Vorey                                                                                            |
| 1913-1931         | Joseph Boutaud                        | Gauche radicale       | Instituteur puis professeur puis avocat Député (1910-1914)                                                                          |
| 1931-1937         | Paul Gallet                           | Républicain           | Médecin au Puy |
| 1937-1940         | Mathieu Tempère                       | RG                    | Agriculteur à Chamalières-sur-Loire                                                                                                 |
|                   |                                       |                       | |
| 1945-1976         | Benoît Ranchoux                       | UDSR puis dvg         | Ingénieur des travaux publics Maire de Roche-en-Régnier                                                                             |
| 1976-2008         | Adrien Gouteyron                      | UDR puis RPR puis UMP | Inspecteur général de l'Éducation nationale Sénateur de 1978 à 2011 Maire de Rosières (1989-2020)                                   |
| 2008-2015         | Georges Boit                          | UMP                   | Attaché parlementaire Président de la commission Finances, personnels, action économique, incendie et secours, NTIC, bâtiments      |

### Conseillers d'arrondissement (de 1833 à 1940)
| Période                                  | Période          | Identité                                 | Étiquette   | Qualité |
| ---------------------------------------- | ---------------- | ---------------------------------------- | ----------- | --- |
| 1833                                     | 1836             | Mathieu Eugène Dubois-Lafont (1782-1871) |             | Notaire royal, maire de Roche                                                                               |
| 1836                                     | 1842             | M. Filiol                                |             | Greffier de la justice de paix à Vorey                                                                      |
| 1842                                     | 1848             | M. Valicon                               |             | Maire de Vorey                                                                                              |
|                                          |                  |                                          |             | |
|                                          | 1882 (décès)     | M. Bernard                               |             | |
| 1882                                     | 1887 (démission) | Jean-Claude Bernard                      | Républicain | Maire de Beaulieu                                                                                           |
|                                          |                  |                                          |             | |
|                                          | 1894 (démission) | Léopold Champavère                       | Républicain | Notaire, maire de Vorey, nommé Sous-Préfet de Saint-Marcellin (Isère)                                       |
| 1894                                     | ap.1899          | G. Berger                                | Républicain | Maire de Vorey, fabricant de dentelles                                                                      |
|                                          |                  |                                          |             | |
| 1919                                     | 1928             | Joseph Aurelle                           | Républicain | Ancien employé à la sous-préfecture de Brioude, propriétaire, maire de Rosières                             |
| 1928                                     | 1934             | Philibert Besson                         | Droite      | Conseiller municipal de Vorey                                                                               |
| 1934                                     | 1940             | Pierre Denant                            | URD         | Adjoint au maire de Vorey                                                                                   |
| 1940                                     |                  |                                          |             | Les conseils d'arrondissement ont été suspendus par la loi du 12 octobre 1940 et n'ont jamais été réactivés |
| Les données manquantes sont à compléter. |                  |                                          |             | |

## Démographie
| 1962  | 1968  | 1975  | 1982  | 1990  | 1999  | 2006  | 2011  | 2012  |
| ----- | ----- | ----- | ----- | ----- | ----- | ----- | ----- | ----- |
| 5 490 | 4 899 | 4 733 | 4 711 | 4 871 | 5 021 | 5 316 | 5 456 | 5 526 |